# 20474 Reasoner
20474 Reasoner è un asteroide della fascia principale. Scoperto nel 1999, presenta un'orbita caratterizzata da un semiasse maggiore pari a 2,2719838 UA e da un'eccentricità di 0,1275668, inclinata di 7,47818° rispetto all'eclittica.